# 帕杜
帕杜（法語：Padoux，法語發音：[padu] ⓘ）是法国大東部大區孚日省的一个市镇，属于埃皮纳勒区。

## 地理
帕杜（48°16'48"N, 6°34'11"E）面积19.35 平方千米，位于法国大東部大區孚日省，该省份为法国东北部内陆省份，北起默兹省和默尔特-摩泽尔省，西接上马恩省，南至上索恩省和贝尔福地区省，东临上莱茵省和下莱茵省。
与帕杜接壤的市镇（或旧市镇、城区）包括：巴德梅尼勒欧布瓦、比尔特、代托尔、栋皮埃尔、迪尔比永河畔日尔库尔、穆瓦伊蒙、罗蒙、塞克尔、维隆库尔。

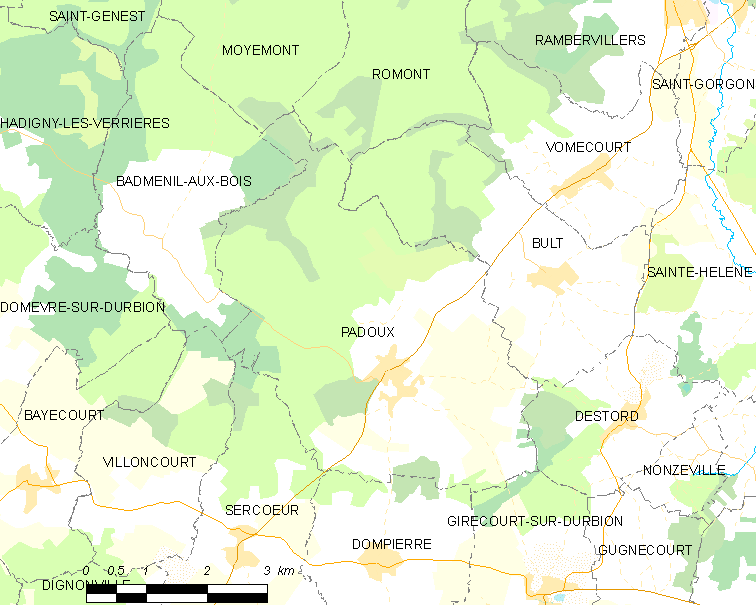
帕杜的OSM定位图

帕杜的时区为UTC+01:00、UTC+02:00（夏令时）。

## 行政
帕杜的邮政编码为88700，INSEE市镇编码为88340。

## 政治
帕杜所属的省级选区为布吕耶尔县。

## 人口

1962-2008年间帕杜人口变化图示

帕杜于2022年1月1日时的人口数量为492人。